# 小林万里子
小林 万里子（こばやし まりこ、1996年9月23日 - ）は、日本の女優。元トライストーン・エンタテイメント所属。北海道出身。

## 概要
北海道出身で札幌のアクターズスタジオネットワークという養成所に通う。東京へ上京して高校に通いながら、2012年に出演した『村田製作所』のCMで、女優デビューを果たす。その後、ドラマや映画などに出演している。

## 出演

### テレビドラマ
- BORDER（2014年、テレビ朝日） - 鹿島裕美 役
- 山本周五郎時代劇 武士の魂 第11話（2017年、BSジャパン） - 波江 役
- huluオリジナルストーリー202 黒島沙和 編-友人 泉 役
- 大岡越前5 第6話（2020年、NHK BS） - おちか役
- あと3回、君に会える（2020年3月31日、KTV）
- ディア・ペイシェント〜絆のカルテ〜（2020年、NHK総合） - 三宅沙也加 役
- ナイト・ドクター（2021年、フジテレビ） - 橋本由紀 役
- SUPER RICH 第8話（2021年12月2日、フジテレビ）
- 科捜研の女 Season21 第13話（2022年3月3日、テレビ朝日） - 野川桜子 役
- バンカケ～警視庁自動車警ら隊 （2023年3日27日、テレビ東京） - 清水佳代 役
- ケイジとケンジ、時々ハンジ。 第8話（2023年6日1日、テレビ朝日） - 宮原愛 役
- 転職の魔王様 第8話（2023年9月4日、関西テレビ・フジテレビ）

### 配信ドラマ
- SICK'S 恕乃抄 〜内閣情報調査室特務事項専従係事件簿〜（2018年、Paravi） - 雅 役[3]
- SICK'S 覇乃抄 〜内閣情報調査室特務事項専従係事件簿〜（2019年、Paravi） - 雅 役

### 映画
- 東京藝術大学大学院映画専攻8期修了作品「あの電燈」（2014年） - 主演
- そこのみにて光輝く（2014年） - 中島まみ役
- 東京藝術大学大学院修了作品「結城家の眠り」（2015年） - 結城杏里役
- ちはやふる-上の句-（2016年） - 結城杏里役
- おるすばんの味。[4]-監督：武石 昂大[5]（2017年）
- きょうのキラ君（2017年） - 麻美役
- 3月のライオン後編（2017年）
- 心が叫びたがってるんだ。（2017年） - 賀部成美 役
- 夢色の木漏れ日（2017年） - 主演[6]
- 先生!、、、好きになってもいいですか?（2017年） - 佐藤玲奈役
- 50回目のファーストキス（2018年） - 交通誘導員 役
- 泣き虫しょったんの奇跡（2018年）
- 明日、キミのいない世界で（2020年） - 渡瀬遥役
- 乱歩の幻影（2024年）[7]
- 劇場版ドクターX FINAL（2024年）

### 舞台
- 艶∞ナイトポリス「またしても角刈りのカリスマ 〜美容院で観る演劇〜」（2024年10月14日 - 22日、SORA学芸大学店）[8]

### CM
- 村田製作所（2012年12月26日 - ）
- フタバ食品「サクレレモン」（2014年4月 - ）
- カネボウ「suisai」WEBドラマ 秋編「毎日、思ってた」新婦・虹子役（2018年9月 - ）

### MV
- ソナーポケット「一生一瞬」（2017年）